# 300-летие российского флота
300-летие российского флота — комплекс состоявшихся в России в 1996 году праздничных мероприятий и реализация различных проектов, приуроченных к 300-летнему юбилею со дня основания российского флота.

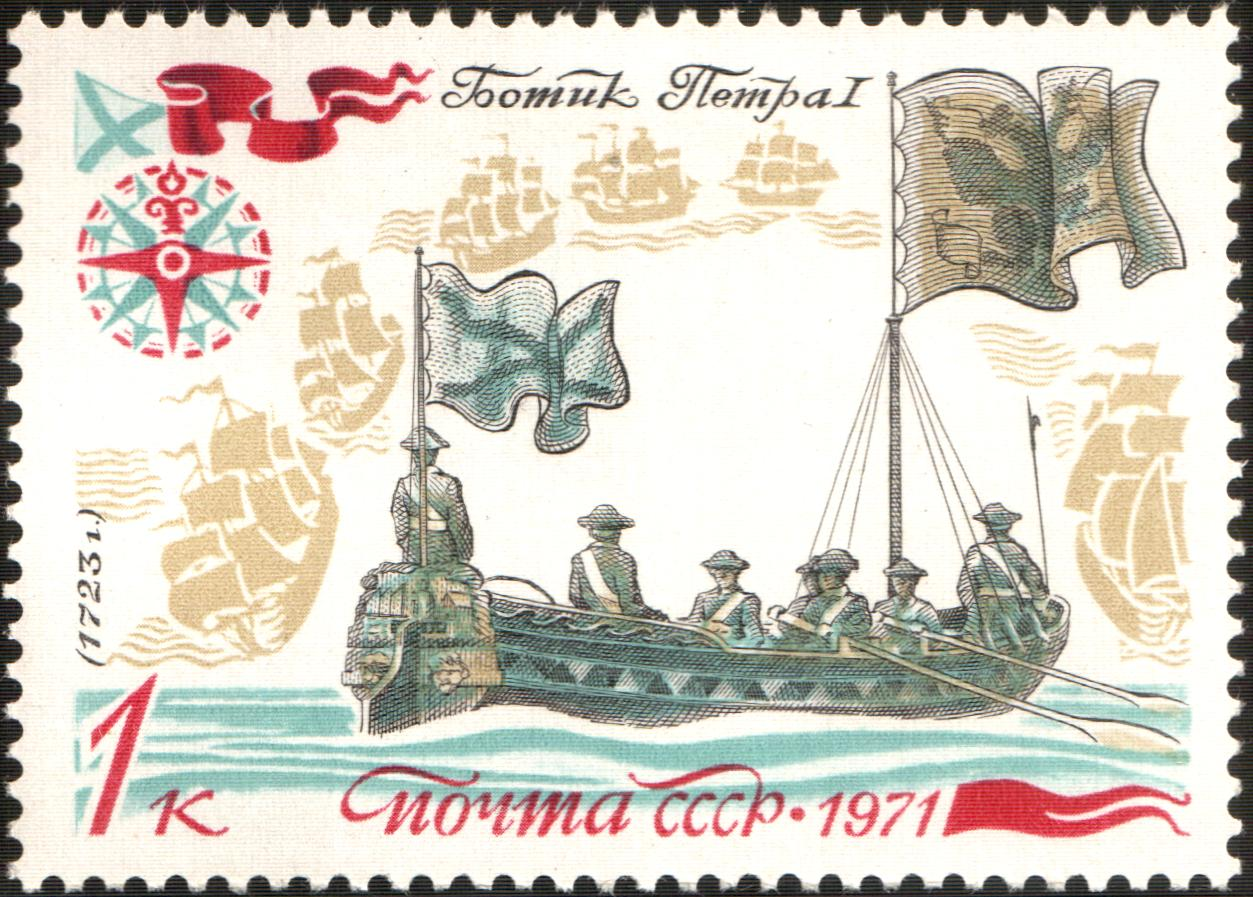
«Дедушки русского флота»
(ботик Петра I) на почтовой марке

## Предыстория
Днём рождения регулярного Российского Флота принято считать 20 (30) октября 1696 года. В тот день Боярская дума и царь Пётр I приняли постановление о создании российского флота, констатировав: «Морским судам быть».

## История
В начале 1990-х годов Россия оказалась в социально-экономическом кризисе, который особо сказался на отраслях, связанных с Флотом. В тех условиях капитан 3 ранга Михаил Ненашев проявил «инициативу снизу». Он выдвинул идею организовать в 1996 году празднование 300-летия ВМФ России на государственном уровне.
10 сентября 1991 года в Москве группа офицеров ВМФ, речников, рыбопромысловиков, учёных, преподавателей и судостроителей создали Общественный Совет по подготовке празднования 300-летия Российского Флота, председателем которого был избран М. П. Ненашев. По мысли организаторов, как Пётр I добился от Боярской думы решения строить флот, а флот помог выдвинуть Россию в число великих держав, так и объединение усилий общества и государства вокруг празднования 300-летия Российского Флота должно было помочь стране выйти из экономических трудностей.

Убедительная аргументация Михаила Петровича позволяла вовлекать в лагерь его сторонников и тех, кто занимал высокие посты во флоте и государстве. Всё больше и больше становилось сторонников празднования юбилея. Идея распространялась по стране и достигала самых верхов.

26 июня 1992 года увидел свет указ Президента Российской Федерации № 710 «О подготовке и проведении 300-летия Российского Флота».
26 июля 1996 года в честь 300-летия Российского Флота морские парады прошли на всех флотах и флотилиях. Главный юбилейный парад состоялся в Санкт-Петербурге. В нём приняли участие 20 российских военных кораблей, в том числе атомный ракетный крейсер «Пётр Великий» и ракетный крейсер «Маршал Устинов», 14 самолётов и вертолётов. В параде участвовали 10 кораблей иностранных ВМС: фрегаты «Моррисон» (США), «Корноуолл» (Великобритания), «Балеарс» (Испания), «Эуро» (Италия), «Монреаль» (Канада), «Ван-Амстел» (Нидерланды), «Примоге» (Франция), «Байерн» (Германия), танкер «Джоти» (Индия) и минный заградитель «Хяменмаа» (Финляндия). В юбилейном параде приняла участие изготовленная специально к празднику реплика «дедушки русского флота» — копия ботика Петра под императорским штандартом. Копия была создана на заложенной в 1721 году верфи «Петрозавод».
По предложению Общественного Совета «300 лет Российскому флоту» 18 октября 1996 года состоялось заседание Государственной думы, посвящённое 300-летию Российского Флота.
5 июня 1998 года Общественный Совет «300 лет Российскому флоту» был реорганизован в «Общероссийское Движение Поддержки Флота» (ДПФ).

## См. также

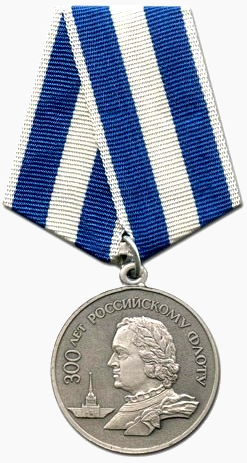
Юбилейная медаль «300 лет Российскому флоту»